# 舍普斯塔尔
舍普斯塔尔（德語：Schöpstal，意为“舍普斯河谷”）是德国萨克森州的市镇，隶属于格尔利茨县。总面积为29.73平方千米，截至2023年12月31日总人口为2,369人。